# Powelliet

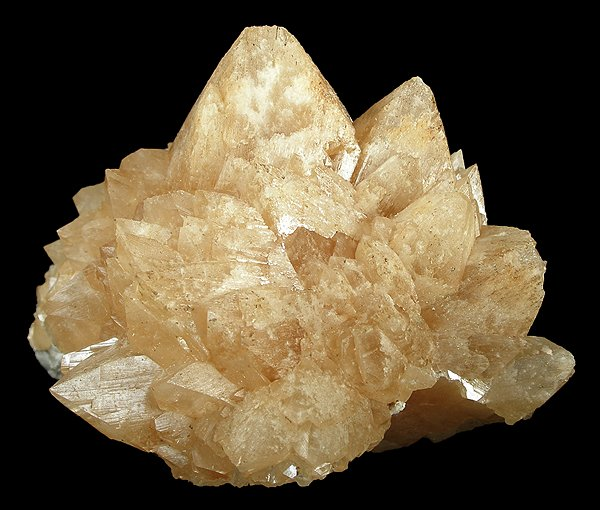

Het mineraal powelliet is een calcium-molybdaat (CaMoO4). Het vormt tetragonale kristallen en is diepblauw, groenbruin of geel tot grijs van kleur, maar is vaak anhedrisch. Powelliet heeft een duidelijke splijting en brosse tot conchoïdale breukvlakken. De hardheid is 3,5 tot 4 en het soortelijk gewicht is 4,34.
Het mineraal werd voor het eerst beschreven in 1891 in een mijn in Adams County, Idaho (Verenigde Staten); het is genoemd naar de Amerikaanse geoloog en ontdekkingsreiziger John Wesley Powell (1834 - 1902). Het wordt veel gevonden in de Oeral, Marokko en in de Verenigde Staten.
Powelliet vormt een vaste mengreeks met scheeliet (calciumwolframaat, CaWO4).